# Isidor de Milet el Vell
|  | Per a altres significats, vegeu «Isidor de Milet el Jove». |

Isidor de Milet el Vell (en llatí Isidorus, en grec antic Ἰσίδωρος) fou un arquitecte i professor natural de la ciutat de Milet, que va viure al començament del segle vi, en temps de l'emperador Justinià I.
Malgrat que va desenvolupar durant pràcticament tota la seva vida la tasca de professor de matemàtiques i física a Alexandria i Constantinoble, Isidor de Milet és més recordat per la seva obra com a arquitecte, especialment la construcció de Santa Sofia de Constantinoble a partir de l'any 532. Per a aquest treball, l'emperador Justinià I l'associà amb Antemi de Tral·les. Isidor va acabar l'obra en solitari el 537. Era l'oncle d'Isidor el Jove, qui va ser l'encarregat de tornar a alçar la cúpula després del seu enderrocament pel terratrèmol del 558. En parlen Procopi i Agàties.